# Грейт-Фолс (Монтана)
Грейт-Фолс (англ. Great Falls) — місто (англ. city) в США, адміністративний центр округу Каскейд штату Монтана. Населення — 60 442 особи (2020).

## Географія

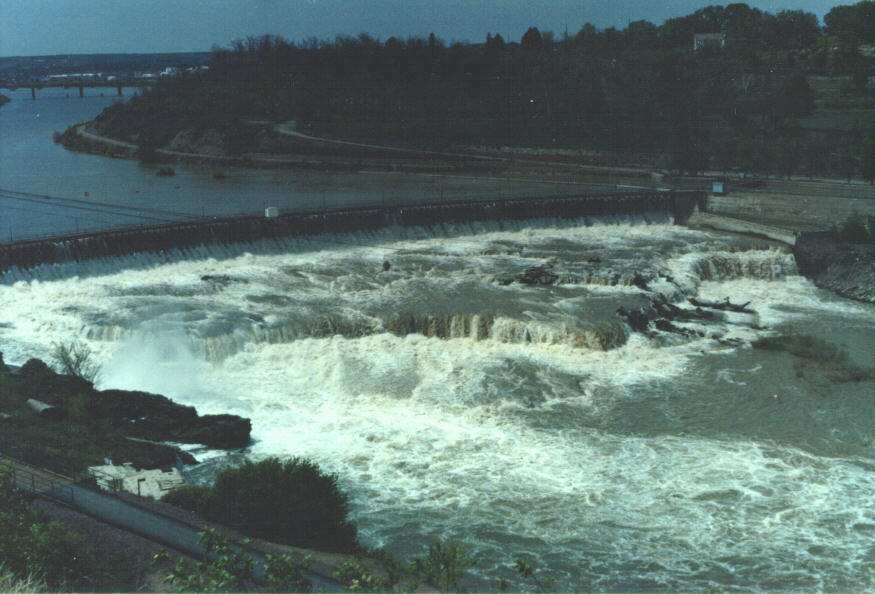
Водоспад, 1988

Місто розташоване уздовж річки Міссурі, поблизу від кількох водоспадів.
Грейт-Фолс розташований за координатами 47°30′5″ пн. ш. 111°18′0″ зх. д. / 47.50139° пн. ш. 111.30000° зх. д. (47.501439, -111.299975).  За даними Бюро перепису населення США в 2010 році місто мало площу 57,65 км², з яких 56,44 км² — суходіл та 1,21 км² — водойми. В 2017 році площа становила 60,63 км², з яких 59,40 км² — суходіл та 1,24 км² — водойми.

### Клімат
Клімат континентальний, посушливий. Характеризується значними коливаннями температур, як протягом року, так і протягом доби.
| Клімат : Грейт-Фолс                        | Клімат : Грейт-Фолс | Клімат : Грейт-Фолс | Клімат : Грейт-Фолс | Клімат : Грейт-Фолс | Клімат : Грейт-Фолс | Клімат : Грейт-Фолс | Клімат : Грейт-Фолс | Клімат : Грейт-Фолс | Клімат : Грейт-Фолс | Клімат : Грейт-Фолс | Клімат : Грейт-Фолс | Клімат : Грейт-Фолс | Клімат : Грейт-Фолс |
| Показник                                   | Січ.                | Лют.                | Бер.                | Квіт.               | Трав.               | Черв.               | Лип.                | Серп.               | Вер.                | Жовт.               | Лист.               | Груд.               | Рік                 |
| Абсолютний максимум, °C                    | 19,4                | 21,1                | 25,6                | 31,7                | 37,8                | 38,9                | 41,7                | 41,1                | 36,7                | 32,8                | 24,4                | 20,6                | 41,7                |
| Середній максимум, °C                      | 1,9                 | 3,5                 | 7,7                 | 13,1                | 18,2                | 22,9                | 28,6                | 27,9                | 21,3                | 14,3                | 6,3                 | 1,4                 | 14,0                |
| Середній мінімум, °C                       | −9,5                | −8,7                | −5,2                | −0,8                | 3,7                 | 7,8                 | 10,8                | 10,2                | 5,6                 | 0,4                 | −4,8                | −9,5                | 0,1                 |
| Абсолютний мінімум, °C                     | −42,2               | −45                 | −35,6               | −23,3               | −11,1               | −0,6                | 1,7                 | −1,1                | −12,2               | −23,9               | −31,7               | −41,7               | −45                 |
| Середня кількість сонячних годин на місяць | 125,1               | 151,7               | 237,5               | 245,7               | 286,6               | 316,5               | 377,4               | 330,8               | 254,4               | 200,4               | 124,8               | 105,4               | 2756                |
| Норма опадів, мм                           | 13                  | 12                  | 23                  | 36                  | 61                  | 64                  | 38                  | 40                  | 36                  | 22                  | 15                  | 14                  | 374                 |
| Днів з опадами                             | 6,8                 | 7,0                 | 9,3                 | 9,4                 | 11,7                | 11,7                | 7,5                 | 7,9                 | 7,8                 | 6,6                 | 6,7                 | 7,5                 | 99,9                |
| Днів зі снігом                             | 7,2                 | 6,8                 | 7,8                 | 4,5                 | 1,6                 | 0,2                 | 0                   | 0,1                 | 0,8                 | 3,1                 | 5,7                 | 7,5                 | 45,3                |
| ------------------------------------------ | ------------------- | ------------------- | ------------------- | ------------------- | ------------------- | ------------------- | ------------------- | ------------------- | ------------------- | ------------------- | ------------------- | ------------------- | ------------------- |
| Джерело: NOAA (sun 1961–1990)              |                     |                     |                     |                     |                     |                     |                     |                     |                     |                     |                     |                     |                     |

## Демографія
Згідно з переписом 2010 року, у місті мешкало 58 505 осіб у 25 301 домогосподарстві у складі 15 135 родин. Густота населення становила 1015 осіб/км².  Було 26854 помешкання (466/км²).
Расовий склад населення:
| - 88,5 % — білих - 5,0 % — корінних американців - 1,1 % — чорних або афроамериканців - 0,9 % — азіатів - 0,1 % — вихідців з тихоокеанських островів |

До двох чи більше рас належало 3,8 %. Частка іспаномовних становила 3,4 % від усіх жителів.
За віковим діапазоном населення розподілялося таким чином: 22,5 % — особи молодші 18 років, 60,9 % — особи у віці 18—64 років, 16,6 % — особи у віці 65 років та старші. Медіана віку мешканця становила 39,0 року. На 100 осіб жіночої статі у місті припадало 95,5 чоловіків;  на 100 жінок у віці від 18 років та старших — 92,2 чоловіків також старших 18 років.
Середній дохід на одне домашнє господарство  становив 57 520 доларів США (медіана — 42 896), а середній дохід на одну сім'ю — 70 952 долари (медіана — 57 410). Медіана доходів становила 41 349 доларів для чоловіків та 32 606 доларів для жінок. За межею бідності перебувало 17,4 % осіб, у тому числі 27,2 % дітей у віці до 18 років та 7,1 % осіб у віці 65 років та старших.
Цивільне працевлаштоване населення становило 27 487 осіб. Основні галузі зайнятості: освіта, охорона здоров'я та соціальна допомога — 26,3 %, мистецтво, розваги та відпочинок — 13,0 %, роздрібна торгівля — 12,8 %.

## Відомі мешканці
У місті народилися американські борці вільного стилю, чемпіон світу та головний тренер Національної збірної США з вільної боротьби Білл Задік та його молодший брат, срібний призер чемпіонату світу, учасник Олімпійських ігор Майк Задік.